# Удмуртнефть (шашечный клуб)
«Удмуртнефть» — профессиональный шашечный клуб, располагающийся в городе Ижевск, Республика Удмуртия. Обладатель Кубка европейских чемпионов (2004). Создан в 2001 году. Генеральный спонсор — «Удмуртнефть». Состав команды: Алексей Чижов GMI (Ижевск), Вячеслав Щёголев GMI (Пущино), Дмитрий Цинман Мастер спорта (Казань), Михаил Самохвалов Мастер спорта (Ижевск). Михаил Самохвалов — постоянный спарринг-партнер Алексея Чижова.
В 2001 году «Удмуртнефть» занял третье место на чемпионате России, второе место на Кубке Европейской конфедерации, принял участие в Кубке европейских чемпионов, прошедшим в Уфе, где занял шестое место.
В 2004 году «Удмуртьнефть» выиграла V клубный чемпионат России, прошедший в марте в Уфе и завоевали право участвовать в Кубке европейских чемпионов.
Удмуртнефть разгромили поляков — 8:0, обыграли литовцев — 6:2, переломили ход встреч с французами и итальянцами — по 5:3 и лишь один матч сыграли вничью — с голландцами 4:4.
В составе ижевского клуба 2004 года выступал один ижевчанин — Алексей Чижов, остальные — легионеры: экс-чемпионы мира Вячеслав Щёголев (Московская область) и Гунтис Валнерис (Латвия), а также международный мастер Игорь Кирзнер (Украина).
* GMI — международный гроссмейстер